# Valdemaqueda
Valdemaqueda er en by og kommune i det centrale Spanien i Madrid-regionen. Den har et indbyggertal på 833 (2024) indbyggere.